# Scott McNealy

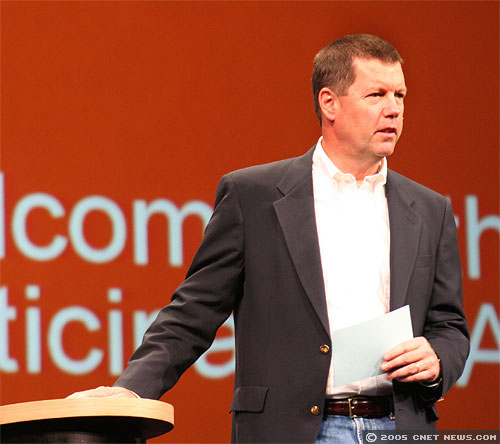
Scott McNealy (2005)

Scott McNealy (* 13. November 1954 in Columbus, Indiana, USA) war der Vorstandsvorsitzende von Sun Microsystems, die er 1982 gemeinsam mit Vinod Khosla, Bill Joy und Andreas von Bechtolsheim gegründet hat. Die Position des CEO hatte er von 1984 bis 2006 inne. 
1984 übernahm McNealy die Position des CEO von Vinod Khosla, der die Firma 1985 verließ. Nach 22 Jahren, am 24. April 2006, übergab McNealy die Position des CEO an Jonathan I. Schwartz. 
McNealy machte seinen High-School-Abschluss an der Cranbrook School, einer heute zur Cranbrook Educational Community gehörenden Privatschule. Er studierte an der Harvard University und an der Stanford University.

## Erfolgsgeschichte
- Vice President of Operations von Februar 1982 bis Februar 1984.
- President and Chief Operating Officer von Februar 1984 bis Dezember 1984
- Chairman of the Board of Directors, President und Chief Executive Officer von Dezember 1984 bis April 1999
- Chairman of the Board of Directors und CEO von April 1999 bis Juni 2002
- Chairman of the Board of Directors, President und CEO von Juli 2002 bis April 2004
- Chairman of the Board of Directors und CEO von April 2004 bis April 2006
- Chairman of the Board of Directors seit April 2006